# Белве де Кастијон
Белве де Кастијон (фр. Belvès-de-Castillon) насеље је и општина у југозападној Француској у региону Аквитанија, у департману Жиронда која припада префектури Либурн.
По подацима из 2011. године у општини је живело 329 становника, а густина насељености је износила 49,77 становника/km². Општина се простире на површини од 6,61 km². Налази се на средњој надморској висини од 81 метар (максималној 102 m, а минималној 13 m).

## Демографија
| 1962. | 1968. | 1975. | 1982. | 1990. | 1999. | 2011. |
| ----- | ----- | ----- | ----- | ----- | ----- | ----- |
| 309   | 322   | 280   | 295   | 325   | 341   | 329   |

График промене броја становника у току последњих година